# Línea 504 (Punta Alta)
La línea 504 es una línea de transporte urbano de pasajeros de la ciudad de Punta Alta, Argentina. El servicio es prestado por Compañía Puntaltense S.A. con un valor actualmente de $880,00. Para el uso del mismo, se hace uso del Sistema Único de Boleto Electrónico (SUBE), con el cual se accede a descuentos y al Boleto Estudiantil financiado por el municipio de Coronel Rosales.

## Recorridos

### SALIDA
Brown y Quintana (inicio de recorrido), Brown, De La Madre, Espora, Av. Jujuy, Buchardo, Cortada S/N, Jujuy, Pringles, Santa Cruz, Boulogne Sur Mer, Jujuy, Quintana, Murature, Bernardo de Irigoyen, Brown, Mitre, Roca, Rosales, Colón, Puesto 1, interno Base Naval Puerto Belgrano.

### REGRESO
Puesto 1 (B.N.P.B). Avda. de la Estación S/N, Cooperativa Obrera Suc. N.º
68, Colón, Alberdi, Humberto, Urquiza, 25 de Mayo, Rivadavia, Brown, Luiggi, Avellaneda, Pellegrini, Brown, De La Madre, Espora, Av. Jujuy, Buchardo Cortada S/N, Jujuy, Pringles, Santa Cruz, Boulogne Sur Mer, Jujuy, Quintana, Brown y Quintana (final de recorrido).

#### Nota
Durante el período escolar, y en los horarios de ingreso (7:30) y egreso (12:30) del turno mañana e ingreso (13:00) y egreso (17:00) del turno tarde de la
Escuela Provincial N.º 4, la Línea 504 modificará su recorrido que quedará como sigue:
Salida: Brown y Quintana (inicio de recorrido), Brown, De La Madre, Espora, Islas Orcadas, Buchardo, Cortada S/N, Jujuy, Pringles, Santa Cruz, Boulogne Sur Mer, Jujuy, Quintana, Roca, Patagones, Murature, Bernardo de Irigoyen, Brown, Mitre, Roca, Rosales, Colón, Puesto 1, interno Base Naval Puerto Belgrano.
Regreso: Puesto 1 (Base Naval Puerto Belgrano) Avenida de la Estación S/N, Cooperativa Obrera Suc. N.º 68, Colón, Alberdi, Humberto, Urquiza, 25 de Mayo, Rivadavia, Brown, Luiggi, Avellaneda, Pellegrini, Brown, Quintana, Roca, Patagones, Brown, De La Madre, Espora, islas Orcadas, Buchardo, Cortada S/N, Jujuy, Pringles, Santa Cruz, Boulogne Sur Mer, Jujuy, Quintana, Brown y Quintana (final de recorrido).